# Kluček (Broumovská vrchovina)
Kluček (německy Kluczek, nazývaný také starším názvem Klůček) je vrchol v České republice ležící v Broumovské vrchovině cca 2 km severovýchodně od města Police nad Metují v okrese Náchod.

## Název
Vrchol se v 50. a 60. letech 20. století na státních mapách nazýval Klůček.

## Poloha
Kluček se nachází v Broumovské vrchovině asi 2 km severovýchodně od města Police nad Metují a asi 6,5 km jihozápadně od města Broumov. Asi 2 km severozápadně od Klučku probíhá hřeben Broumovských stěn, na který je z nezalesněných částí vrchu hezký výhled. Kluček je součástí krátkého jen asi 1 km dlouhého hřebínku orientovaného od jeho vrcholu na jihovýchod. Kluček na nachází na území Chráněné krajinné oblasti Broumovsko.

## Vodstvo
Východní a severní svah Klučku obtéká Hlavňovský potok. Jeho soutokem s Pěkovským potokem v obci Bukovice vzniká potok Dunajka, levý přítok Metuje. Ze stejné strany se do Metuje vlévá i potok Ledhujka, do které ze západního svahu Klučku odvádějí vodu netrvalé vodoteče

## Vegetace
Vrchol Klučku je souvisle zalesněn včetně sedla na jihovýchodně od něj. Na mírnějším západním svahu se pod hranicí vrcholového lesa nacházejí pole, na prudších západních a severních svazích se pod hranicí lesa nacházejí louky.

## Komunikace
Přímo na vrchol Klučku žádné komunikace nevedou. Les v jeho okolí protíná několik méně kvalitních lesních cest. Sedlem jihovýchodně od vrcholu prochází neveřejná asfaltová komunikace spojující zemědělské areály v Polici nad Metují a v Hlavňově. V témže místě komunikaci kříží červeně značená Jiráskova cesta vedoucí z Police nad Metují do Broumovských stěn.